# Indikator (Sozialwissenschaften)
Dieser Artikel wurde auf der Qualitätssicherungsseite des Portals Soziologie eingetragen. Dies geschieht, um die Qualität der Artikel aus dem Themengebiet Soziologie auf ein akzeptables Niveau zu bringen. Hilf mit, die inhaltlichen Mängel dieses Artikels zu beseitigen, und beteilige dich an der Diskussion. (Artikel eintragen)

Begründung: Viele unbelegte Fehlinformationen, besonders in der Einleitung. Auf der Diskussionsseite befindet sich ein besserer Einstieg. --Zulu55 (Diskussion) Unwissen 09:55, 19. Nov. 2014 (CET)
Indikatoren sind innerhalb der empirischen Sozialforschung eine begrenzte Stichprobe aus der Menge derjenigen empirisch prüfbaren Sachverhalte, welche ein theoretischer Begriff durch seine Bedeutung abdeckt.

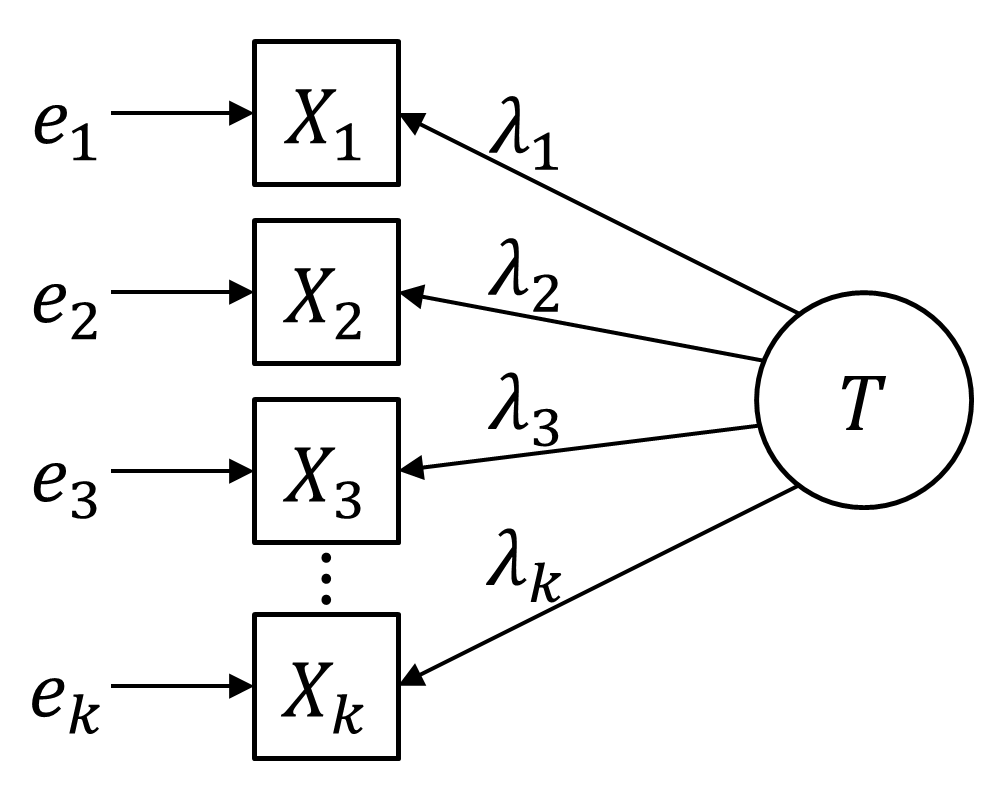
Kongenerisches Messmodell mit Indikatoren

Konkreter sind Indikatoren (mithilfe einer Operationalisierung) messbare Variablen {\displaystyle X_{i}}, die zur 
Bestimmung eines theoretischen Begriffs dienen (wobei der theoretische Begriff eine latenten Variable {\displaystyle T} ist). Indikatoren können beispielsweise als Antwort zu Testfragen (Items) erhoben werden.
Die so ausgewählten Testfragen und Antworten sollen also möglichst
- für den Bedeutungsumfang des Begriffs repräsentativ sein
- und durch ein angebbares Messverfahren empirisch gemessen werden können.

Man kann demnach auch sagen, dass die Indikatoren für den jeweiligen Begriff eine "operationale Definition" liefern.

## Beispiel
Um Dogmatismus (= theoretischer Begriff) zu messen, hat Milton Rokeach eine Liste von Testfragen entwickelt, womit Indikatoren wie geistige Geschlossenheit, ein rigider und autoritätsgeneigter Denkstil sowie Intoleranz einer getesteten Person ermittelt werden sollen.

## Operationalisierung
Die Aufgabe, vor der der Sozialforscher steht, wenn er einen Begriff (Konzept, Konstrukt; wie etwa "Dogmatismus") messbar machen will, heißt Operationalisierung.
Bei einer Operationalisierung ist grundsätzlich die Beziehung von theoretischem Begriff zu operationaler Definition ein besonderes Problem:
a) Der Begriff kann "unterdefiniert" sein, d. h. der Begriff wird dann inhaltlich auf das Einhalten der Messregel reduziert.
b) Der Begriff ist "überdefiniert", d. h. im Begriff schwingen noch Bedeutungsnuancen mit, die durch seine Messregeln gar nicht abgedeckt sind.
Im Falle (b) wird die operationale Definition durch die Verwendung innerhalb einer Theorie überfordert; denn sie wird für Aussagen in Anspruch genommen, welche sie sachlich nicht leisten kann. Damit stehen die Gültigkeit oder Validität der Indikatoren in Frage.
Es müssen zwecks Operationalisierung also Messregeln angegeben werden. Sie geben entweder an, unter welchen Bedingungen einem Sachverhalt ein qualitativ umschriebenes Merkmal zuzuschreiben ist (Kategorisierung). Oder wenn derart zurechenbare Merkmale quantifizierbar sind, wird eine Skala mit Maßeinheiten für Messgrößen (Dimensionen) angegeben, wodurch jedem dadurch beschreibbaren Tatbestand eine bestimmte Messgröße (d. h. ein Zahlenwert) zugeordnet werden kann. Solche quantifizierbaren Merkmale werden auch in abgekürzter Redeweise Variable genannt.

## Datum
Der jeweilige Wert einer Variablen für einen bestimmten Sachverhalt heißt ein Datum. Daten werden also durch quantitative Messungen produziert. Man kann die Beschreibung von konkreten Sachverhalten durch Einordnung in bestimmte Kategorien auch als Grenzfall einer "qualitativen" Messung verstehen.
Daten sind nur dann theorierelevant, falls sie solche Indikatoren messen, die in einer angebbaren Beziehung zu der Theorie bzw. den Hypothesen stehen, die man überprüfen bzw. empirisch anwenden will. Manche Forscher verwenden teilweise auch Sachverhalte, als wenn sie Indikatoren darstellten, obwohl sie streng genommen nicht unter die Begriffe der von ihn angewandten Theorie fallen. Diese Sachverhalte sollten dann aber zumindest durch spezielle empirische Hypothesen mit den Begriffen der Theorie verbunden werden.
Beispiel: Für "Arbeitszufriedenheit" wird als Indikator "Fehlzeiten" herangezogen. Die Frage stellt sich sodann: In welchem systematischen Zusammenhang steht der Indikator "Fehlzeiten" zu "Arbeitszufriedenheit"?